# Echoverleihung 1995
Der 4. Echo wurde am 14. Februar 1995 in Grünwald in den Bavaria Filmstudios vergeben. Die Kategorie Filmmusik ist nicht mehr vertreten. Dafür gab es den ersten Sonderecho. Erstmals vergab der Musiksender VIVA den Preis für beste nationale Video. Marius Müller-Westernhagen wurde zweimal ausgezeichnet und erhielt somit die meisten Auszeichnungen des Jahres. 

## Nationaler Newcomer des Jahres
Six Was Nine
- H-Blockx
- Lucilectric
- Marusha
- Pharao
- Rödelheim Hartreim Projekt
- Selig

## Musikvideo des Jahres national
Selig – Wenn ich wollte

## Medienmann des Jahres
Rudolf Heinemann

## Handelspartner des Jahres
Firma Sito, Lüneburg

## Marketingleistung des Jahres
Marius Müller-Westernhagen für Affentheater

## Produzent des Jahres
Klaus Jankuhn

## Erfolgreichster nationaler Künstler im Ausland
Enigma – The Cross of Changes

## Jazz Produktion des Jahres
Roy Hargrove

## Volksmusik/Schlager Gruppe des Jahres
Die Flippers
- Brunner & Brunner
- Chamer Buam
- Kastelruther Spatzen
- Zillertaler Schürzenjäger

## Volksmusik/Schlager Künstler des Jahres
Helge Schneider
- Howard Carpendale
- Reinhard Mey
- Roger Whittaker
- Rolf Zuckowski

## Volksmusik/Schlager Künstlerin des Jahres
Claudia Jung
- Angela Wiedl
- Juliane Werding
- Michelle
- Nicole

## Dance Single des Jahres national
Magic Affair – Omen III

## Gruppe des Jahres international
Pink Floyd
- Aerosmith
- Crash Test Dummies
- Roxette
- Take That

## Gruppe des Jahres national
Pur
- Die Ärzte
- Die Prinzen
- Die Toten Hosen
- Enigma

## Künstler des Jahres international
Bryan Adams
- Joshua Kadison
- Meat Loaf
- Michael Bolton
- Phil Collins

## Künstler des Jahres national
Marius Müller-Westernhagen
- Haddaway
- Heinz Rudolf Kunze
- Hubert von Goisern
- Peter Maffay

## Künstlerin des Jahres international
Mariah Carey
- Björk
- Sheryl Crow
- Toni Braxton
- Tori Amos

## Künstlerin des Jahres national
Marusha
- Doro Pesch
- Jule Neigel
- Nena
- Pe Werner

## Erfolgreichste nationaler Song des Jahres
Lucilectric – Mädchen

## Sonderecho
Peter Maffay, Fritz Rau, Helme Heine und Gregor Rottschalk für Tabaluga 

## Lebenswerk
James Last